# درازدامن نوک‌سفید

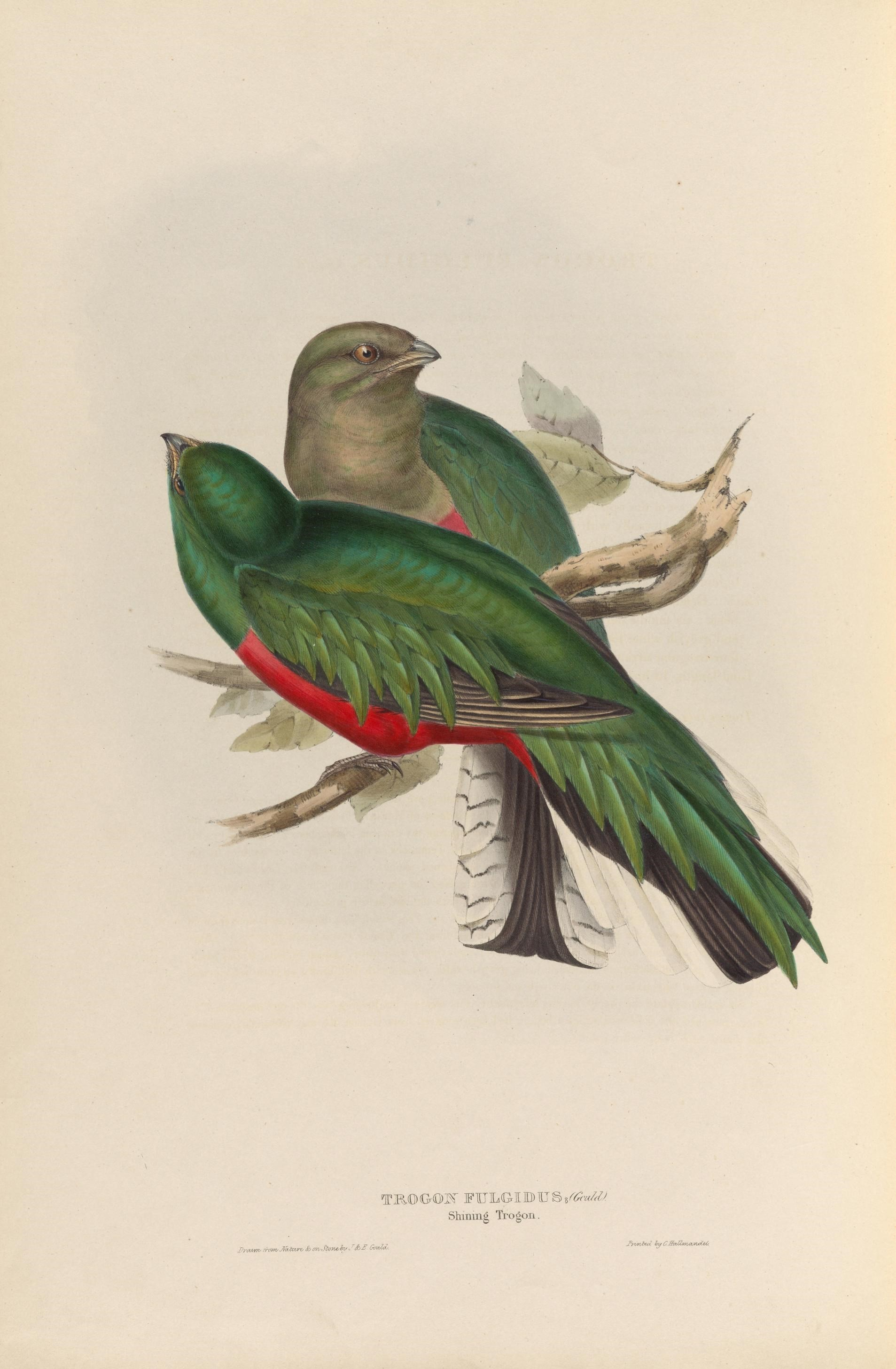
درازدامن نوک‌سفید

درازدامن نوک‌سفید (نام علمی: Pharomachrus fulgidus) نام یک گونه از سرده درازدامن‌ها است.